# Bison latifrons
Bison latifrons és una espècie extinta de bisó que vivia a Nord-amèrica durant el Plistocè que arribava a mesurar fins a l'espatlla uns 2,5 metres d'alçada i tenia banyes que feien més de 2 metres de punta a punta. De les espècies conegudes de bisó (tant existents com extintes), era l'espècie de dimensions més grans i s'estima que hauria pesat més d'una tona.